# Rousson (Yonne)
Rousson is een gemeente in het Franse departement Yonne (regio Bourgogne-Franche-Comté) en telt 372 inwoners (2005). De plaats maakt deel uit van het arrondissement Sens.

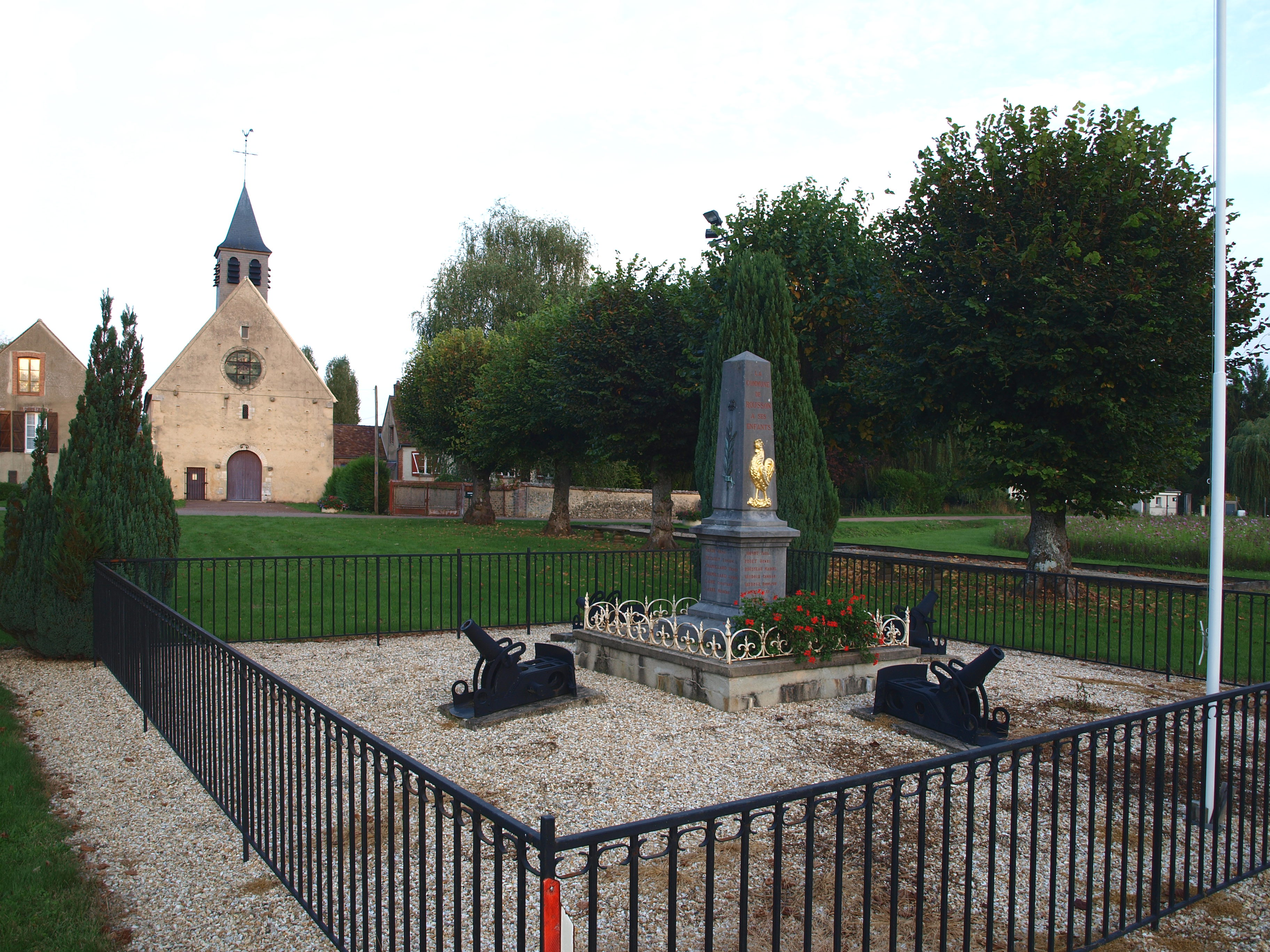

## Geografie
De oppervlakte van Rousson bedraagt 5,6 km², de bevolkingsdichtheid is 66,4 inwoners per km².
De onderstaande kaart toont de ligging van Rousson (Yonne) met de belangrijkste infrastructuur en aangrenzende gemeenten.

## Demografie
Onderstaande figuur toont het verloop van het inwonertal (bron: INSEE-tellingen).